# Scoglio Porer (Valle)
Lo scoglio Porer (in croato Porer) è uno scoglio disabitato della Croazia, situato lungo la costa occidentale dell'Istria, a sud del canale di Leme e sudest di punta Corrente (rt Kurent).
Amministrativamente appartiene al comune di Valle, nella regione istriana.

## Geografia
Lo scoglio Porer si trova a sud-sudovest di punta Cristina Dandolo o punta Dantola (rt Datule) e ovest di punta Grossa (rt Debeli). Nel punto più ravvicinato dista 1,56 km dalla terraferma (a nord di punta Grossa).
Porer è uno scoglio ovale, orientato in direzione ovest-est, che misura 65 m di lunghezza e 55 m di larghezza massima. Ha una superficie di 2445 m² e raggiunge un'elevazione massima di 3,6 m s.l.m.

### Isole adiacenti
- Scoglio Colonna (Kolona), scoglio situato 1,46 km a nordest di Porer.

### Cartografia
- (HR) Mappa topografica della Croazia 1:25000, su preglednik.arkod.hr.